# Micranthes
Ne doit pas être confondu avec Micranthus.
Genre
Micranthes est un genre de plantes à fleurs de la famille des Saxifragaceae, comprenant une centaine d'espèces réparties dans tout l'hémisphère nord. Ce genre est proche de Saxifraga, la Saxifrage.

## Liste des espèces
Ce genre comprend les quatre-vingt-trois espèces suivantes selon Plants of the World online (POWO) (28 juin 2021) :
- Micranthes apetala (Piper) Small
- Micranthes aprica (Greene) Small
- Micranthes astilboides (Losinsk.) Tkach
- Micranthes atrata Losinsk.
- Micranthes brachypetala (Malyschev) Tkach
- Micranthes bryophora (A.Gray) Brouillet & Gornall
- Micranthes californica (Greene) Small
- Micranthes calycina (Sternb.) Gornall & H.Ohba
- Micranthes careyana (A.Gray) Small
- Micranthes caroliniana (A.Gray) Small
- Micranthes cismagadanica (Malyschev) Tkach
- Micranthes clavistaminea Losinsk.
- Micranthes clusii (Gouan) Fern.Prieto, Vázquez, Vallines & Cires
- Micranthes davidii (Franch.) Losinsk.
- Micranthes davurica (Willd.) Small
- Micranthes divaricata Losinsk.
- Micranthes dungbooi (Engl. & Irmsch.) Gornall & H.Ohba
- Micranthes eriophora (S.Watson) Small
- Micranthes ferruginea (Graham) Brouillet & Gornall
- Micranthes foliolosa (R.Br.) Gornall
- Micranthes fragosa (Suksd. ex Small) Small
- Micranthes fusca (Maxim.) S.Akiyama & H.Ohba
- Micranthes gageana (W.W.Sm.) Gornall & H.Ohba
- Micranthes gaspensis (Fernald) Small
- Micranthes gormanii (Suksd.) Brouillet & Gornall
- Micranthes hieraciifolia (Waldst. & Kit. ex Willd.) Haw.
- Micranthes hitchcockiana (Elvander) Brouillet & Gornall
- Micranthes howellii (Greene) Small
- Micranthes idahoensis (Piper) Brouillet & Gornall
- Micranthes integrifolia (Hook.) Small
- Micranthes japonica (Boissieu) S.Akiyama & H.Ohba
- Micranthes kermodei (Harry Sm. ex Wadhwa) Gornall & H.Ohba
- Micranthes kikubuki (Ohwi) Tkach
- Micranthes laciniata (Nakai & Takeda) S.Akiyama & H.Ohba
- Micranthes lumpuensis (Engl.) Losinsk.
- Micranthes lyallii (Engl.) Small
- Micranthes manchuriensis (Engl.) Gornall & H.Ohba
- Micranthes marshallii (Greene) Small
- Micranthes melaleuca (Fisch. ex Spreng.) Losinsk.
- Micranthes melanocentra (Franch.) Losinsk.
- Micranthes merkii (Fisch. ex Sternb.) Elven & D.F.Murray
- Micranthes mexicana (Engl. & Irmsch.) Brouillet & Gornall
- Micranthes micranthidifolia (Haw.) Small
- Micranthes nelsoniana (D.Don) Small
- Micranthes nidifica (Greene) Small
- Micranthes nivalis (L.) Small
- Micranthes nudicaulis (D.Don) Gornall & H.Ohba
- Micranthes oblongifolia (Nakai) Gornall & H.Ohba
- Micranthes occidentalis (S.Watson) Small
- Micranthes odontoloma (Piper) A.Heller
- Micranthes oregana (Howell) Small
- Micranthes pallida (Wall. ex Ser.) Losinsk.
- Micranthes palmeri Bush
- Micranthes paludosa (J.Anthony) Gornall & H.Ohba
- Micranthes parvula (Engl. & Irmsch.) Losinsk.
- Micranthes pensylvanica (L.) Haw.
- Micranthes petiolaris (Raf.) Bush
- Micranthes pluviarum (W.W.Sm.) Gornall & H.Ohba
- Micranthes pseudopallida (Engl. & Irmsch.) Losinsk.
- Micranthes punctata (L.) Losinsk.
- Micranthes purpurascens Kom.
- Micranthes razshivinii (Zhmylev) Brouillet & Gornall
- Micranthes redofskyi (Adams) Elven & D.F.Murray
- Micranthes reflexa (Hook.) Small
- Micranthes rhomboidea (Greene) Small
- Micranthes rubriflora (Harry Sm.) Gornall & H.Ohba
- Micranthes rufidula Small
- Micranthes rufopilosa (Hultén) D.F.Murray & Elven
- Micranthes sachalinensis (F.Schmidt) S.Akiyama & H.Ohba
- Micranthes spicata (D.Don) Small
- Micranthes staminosa (Shlotg. & Vorosch.) Tkach
- Micranthes stellaris (L.) Galasso, Banfi & Soldano
- Micranthes subapetala (E.Nelson) Small
- Micranthes svetlanae (Vorosch.) Tkach
- Micranthes tempestiva (Elvander & Denton) Brouillet & Gornall
- Micranthes tenuis (Wahlenb.) Small
- Micranthes texana (Buckley) Small
- Micranthes tilingiana (Regel & Tiling) Kom.
- Micranthes tischii (Skelly) Brouillet & Gornall
- Micranthes tolmiei (Torr. & A.Gray) Brouillet & Gornall
- Micranthes unalaschcensis (Sternb.) Gornall & H.Ohba
- Micranthes virginiensis (Michx.) Small
- Micranthes zekoensis (J.T.Pan) Gornall & H.Ohba

## Systématique
Le nom scientifique de ce taxon est Micranthes, choisi par le botaniste britannique Adrian Hardy Haworth en 1812, pour l'espèce type Micranthes semipubescens.
Les genres suivants sont synonymes de Micranthes, :
- Hexaphoma Raf.
- Hydatica Neck.
- Ocrearia Small
- Spatularia Haw.

Micranthes pourrait être synonyme de Saxifraga, ou être une section de Saxifraga, sous le nom Saxifraga sect. Micranthes (Haw.) D. Don.